# أندرو روبين
أندرو روبين (بالإنجليزية: Scot Rubin)‏ هو مقدم برامج إذاعية أمريكي، ولد في 1969.

## وصلات خارجية
- أندرو روبين على موقع IMDb (الإنجليزية)